# Phú Yên
Pú Yên és una província costanera de la regió Costa Sud-Central Nam Trung Bộ del Vietnam. És la província que està més a l'est del país.
La capital de la província és Tuy Hòa. Té una superfície de 5.045,4 km². La població (2004) és de 848.900 habitants i la densitat de la població és de 168,3 hab/km². Els grups humans més presents a la província són els vietnamesos, Chams, Rhade (o Ê-dê) i Bahnar.

## Geografia
Phú Yên té fronteres amb les províncies de Binh Dinh al nord i de Khánh Hòa al sud. Phú Yên està separat d'aquestes províncies per dos passos: el Pas de Cù Mông, al nord i el Pas de Câ al sud.
La topografia de la província consisteix en regions muntanyoses baixes a l'oest (70%) i la plana fèrtil de Tuy Hòa a l'est. Els principals rius de la província són el riu Da Rang (el més gran del Vietnam Central), el riu Ban Thach i el riu Ky Lo.
Phú Yên té diversos paisatges pintorescos com la Llacuna Ô Loan, Sông Câu, les muntanyes de Dá Bia i de Nhan, la Badia rô i la platja de Long Thûy.

## Economia
Les activitats econòmiques més importants de la província són els camps d'arròs, la pesca i el processament dels aliments.
Tot i això, la província mostra signes de desenvolupament, sobretot a la costa. Hi ha l'aeroport Dong Tac (a prop de la ciutat de Tuy Hòa), el port Vung Ro, al sud i disposa de línies de ferrocarril.
S'està fent un pol econòmic, amb refineries de petroli.

## Administració
Phú Yên està dividit en una ciutat i set disctrictes:
- Ciutat de Tuy Hòa.
- Districte Dông Xuân
- Districte Sông Câu Town.
- Districte de Tuy An.
- Districte de Son Hòa.
- Districte de Phú Hòa.
- Districte de Tây Hòa.
- Districte de Dông Hòa.
- Districte de Sông Hinh.